# Rau mùi
Rau mùi hay còn gọi là ngò, ngò rí, ngò suôn, hồ tuy, mùi tui, mùi ta,, nguyên tuy, hương tuy, là loài cây thân thảo sống hằng năm thuộc họ Hoa tán (Apiaceae), có nguồn gốc bản địa từ Tây Nam Á về phía tây đến tận châu Phi.

## Mô tả
Cao 30–50 cm, thân nhẵn, phía trên phân nhánh. Lá ở gốc có cuống dài, có 1 đến 3 lá chét, lá chét hình hơi tròn, xẻ thành 3 thuỳ có khía răng to và tròn; những lá phía trên có lá chét chia thành những thùy hình sợi nhỏ và nhọn. Hoa trắng hay hơi hồng, hợp thành tán gồm 3-5 gọng, không có tổng bao; tiểu bao gồm 2-3 lá chét đính ở một phía. Cây mùi khi già vỏ và thân cây càng nhiều dầu (nhựa). Quả bế đôi hình cầu, nhẵn, dài 2 – 4 mm, gồm hai nửa (phân liệt quả), mỗi nửa có bốn sống thẳng và hai sống chung cho cả hai nửa.

## Sử dụng

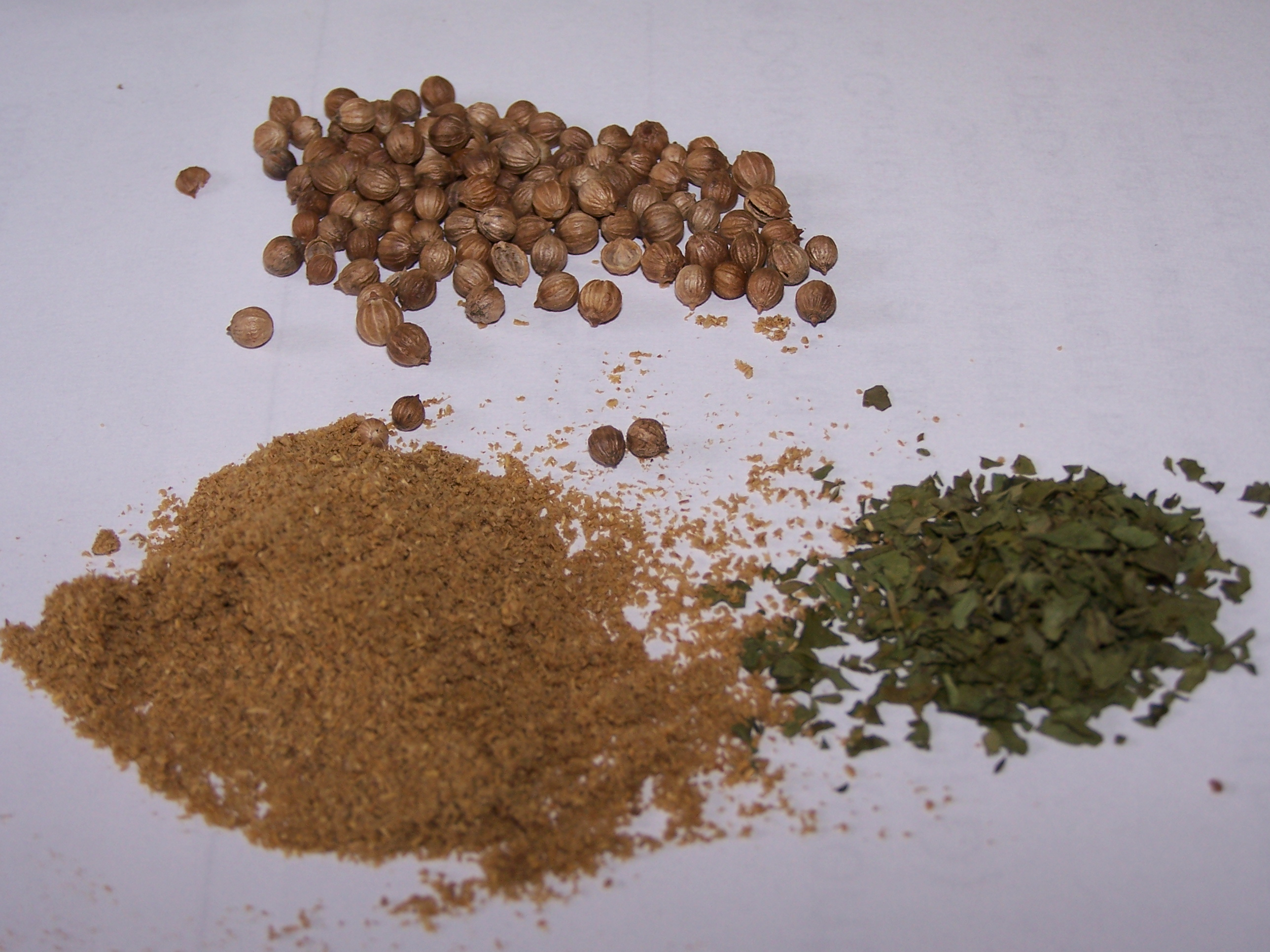
Quả mùi sấy khô được chế biến thành gia vị trong ẩm thực nhiều quốc gia

Cây có mùi thơm, thường được trồng làm rau thơm và gia vị. Ở nhiều nước vùng ven Địa Trung Hải, một số nước Trung Á, Ấn Độ, Trung Quốc, mùi được trồng quy mô lớn để lấy quả làm thuốc và cất lấy tinh dầu trong công nghiệp làm nước hoa.
Ngoài ra, người ta còn dùng cả rễ và lá làm thuốc. Theo dân gian thì mùi kích thích tiêu hoá và lợi sữa, được dùng để làm cho sởi chóng mọc.

## Tên gọi
Quả mùi (Fructus Coriandri) thường bị gọi nhầm thành hạt, là quả chín hay sấy khô của cây mùi. Mùi còn được gọi là hồ tuy (胡荽) vì Hồ là tên gọi của Trung Quốc cổ dành cho các nước khu vực Trung Á và Ấn Độ; và tuy là ngọn và lá tản mát. Theo truyền thuyết thì Trương Khiên là người đi sứ Hồ mang loài cây này về.
Tên gọi của mùi trong các ngôn ngữ châu Âu là từ tiếng Latin "coriandrum", tên này lại có gốc từ tiếng Hy Lạp "κορίαννον". John Chadwick ghi chú rằng cách viết theo tiếng Hy Lạp vùng Mycenae - koriadnon "rất giống với tên người con gái Ariadna của thần Minos, và từ đó được viết thành koriannon hay koriandron."

## Hình ảnh

Hoa và lá
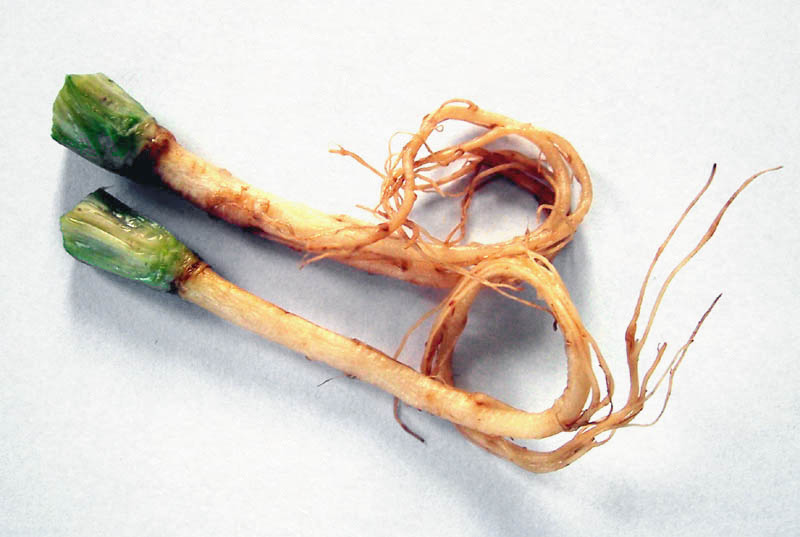
Rễ
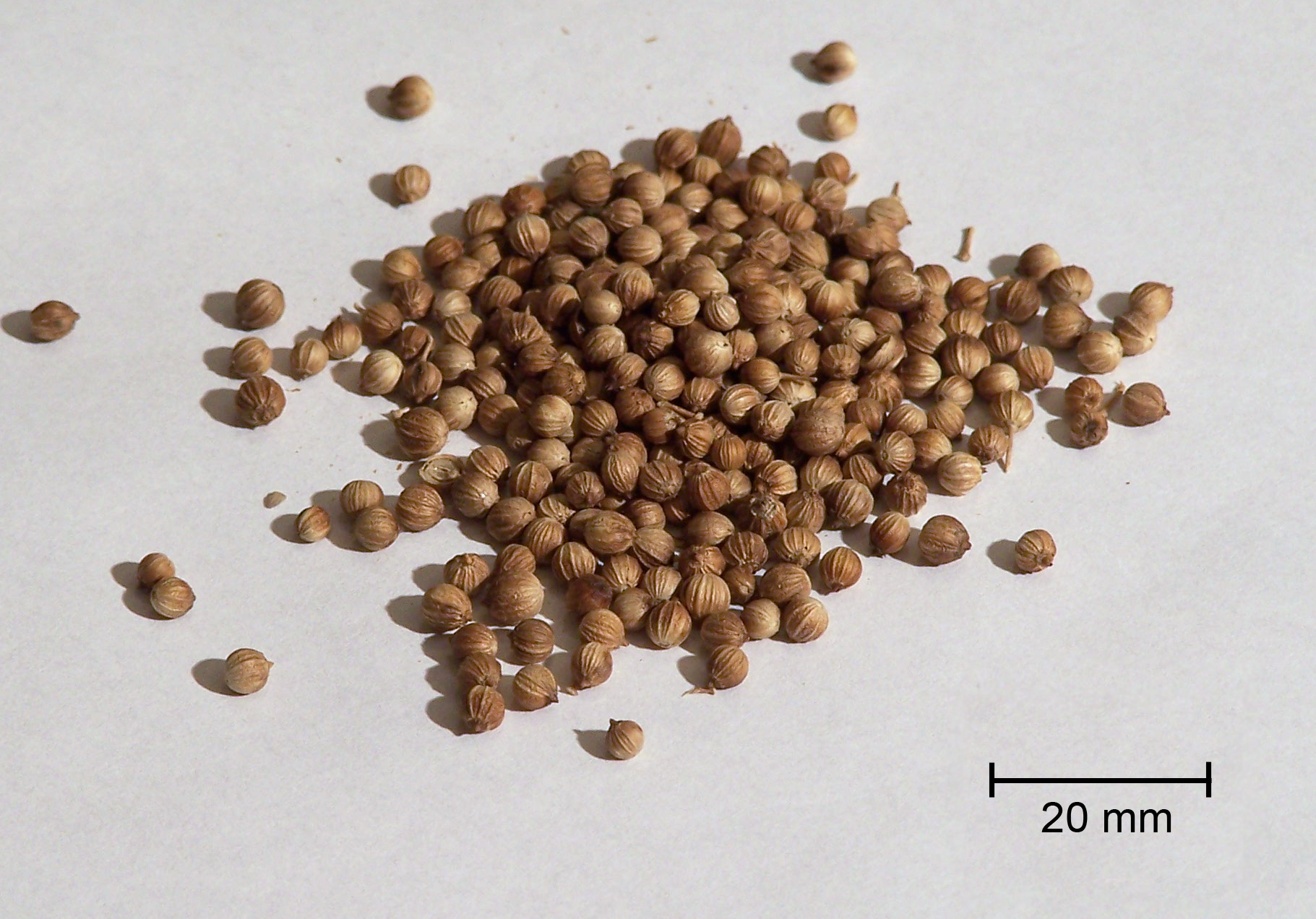
Quả khô
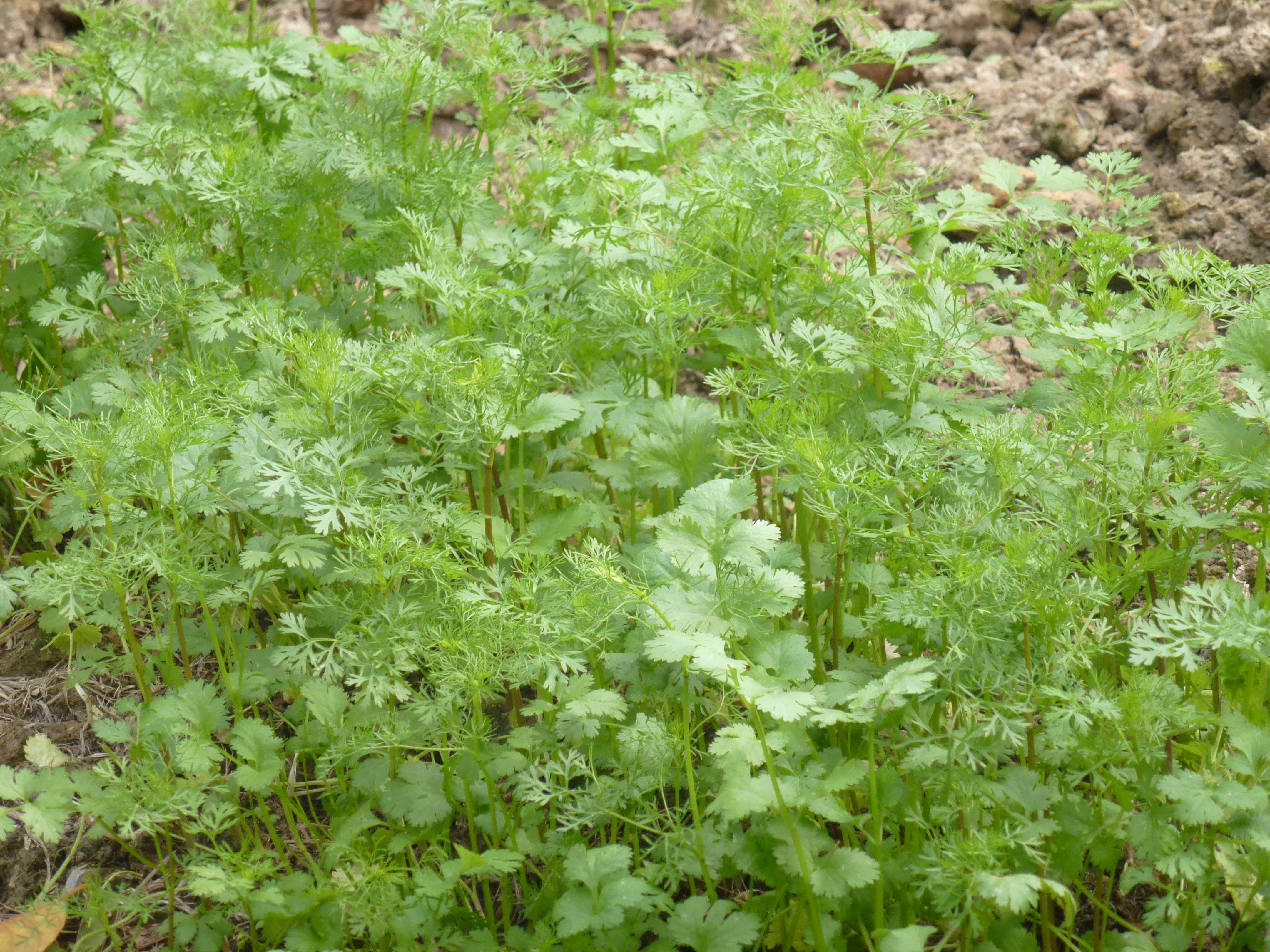
Một đám rau mùi